# Giardino botanico Daniela Brescia
Il giardino botanico Daniela Brescia si trova a Sant'Eufemia a Maiella in provincia di Pescara all'interno del centro visita del parco nazionale della Majella.

## Storia
Il giardino botanico è stato istituito nel 2000 e nel 2001 è stato riconosciuto "giardino di interesse regionale" dalla Regione Abruzzo ai sensi della legge regionale 35/1997.

## Struttura
Il giardino Daniela Brescia si estende su una superficie di 4,3 ettari ed ospita circa 500 entità.
Ospita esempi di alcuni ambienti montani dell'Appennino centrale, come rupi e ghiaioni di quota.
Una parte del giardino è inoltre dedicata ad ambienti didattici, come il campo della biodiversità agricola.
Il giardino è anche attraversato da due torrenti che ospitano un raro gambero di fiume.
Associato al giardino c'è localizzato un erbario con oltre 2000 campioni vegetali ed un laboratorio per l’essiccazione delle piante.
Infine, la struttura ospita un vivaio per la riproduzione di piante di origine autoctona.